# حمزة كاشغري
حمزة كاشغري شاعر وكاتب سعودي، سبق أن كتب في جريدة البلاد. أثار ضجة عام 2012 بعد اتهامه بالإساءة للرسول محمد بثلاث رسائل قصيرة على موقع تويتر. أمر الملك عبد الله بن عبد العزيز باعتقاله لأنه «تجاوز كافة الخطوط الحمراء». غادر حمزة السعودية محاولا الحصول على لجوء سياسي في نيوزلندا. أُرجع من كوالالمبور إلى السعودية في 12 فبراير قبل ثلاث ساعات ونصف تقريبا من إصدار المحكمة العليا في ماليزيا أمرًا ضد الترحيل.

## عمله
باحث في مركز الملك فيصل للبحوث والدراسات الإسلامية من عام 2019.
قبل ذلك، عمل حمزة كاشغري كاتبًا في جريدة البلاد السعودية اليومية. وفي 7 فبراير 2012، أصدرت البلاد بيانًا ذكرت فيها أنها كانت قد أوقفت التعامل مع كاشغري قبل خمسة أسابيع «لعدم ملاءمة توجهه منهج عمل الصحيفة».

## التعليم
حاصل على بكالوريوس في إدارة الأعمال من جامعة الملك عبدالعزيز.

## اتهامه بالإساءة للرسول محمد
في 4 فبراير 2012 الموافق للمولد النبوي، نشر حمزة كاشغري سلسلة من التغريدات على موقع التواصل الاجتماعي تويتر تخيل فيها ماذا سيحدث لو قابل الرسول محمد قال فيها:
| حمزة كاشغري | - في يوم مولدك لن انحني لك، لن أقبل يديك، سأصافحك مصافحة الند للند، وابتسم لك كما تبتسم لي وأتحدث معك كصديق فحسب .. ليس أكثر - في يوم مولدك أجدك في وجهي أينما اتجهت، ساقول إنني أحببت أشياء فيك، وكرهت أشياء أخرى ولم أفهم الكثير من الأشياء الأخرى! - في يوم مولدك سأقول إنني أحببت الثائر فيك، لطالما كان ملهمًا لي ولم أحب هالات القداسة، لن أصلي عليك . | حمزة كاشغري |

في لقاء مع صحيفة ذا ديلي بيست علّق حمزة على ما كتبه قائلا: «أعتبر ما قمت به طريقًا إلى الحرية. كنت أطالب بحقي بممارسة أبسط حقوق الإنسان (حرية التعبير والفكر) ولم أقم بشيء عبثًا. أعتقد أني جزء من صراع أكبر. يوجد أناس كثر مثلي في السعودية يناضلون لينالوا حقوقهم».

### ردة الفعل
أثارت رسائل حمزة ردود فعل اجتماعية كبيرة جدًا، إذ نشرت حوالي 30,000 تغريدة عن هذا الموضوع وأنشئت مجموعة على موقع فيسبوك بعنوان «الشعب يريد القصاص من حمزة كاشغري» انضم لها (بحلول 10 فبراير) أكثر من 13,000 مستخدمًا ومجموعة أخرى مؤيدة لحمزة على نفس الموقع انضم لها (بحلول 12 فبراير) أكثر من 1500 مستخدمًا. في 5 فبراير، طالب الشيخ ناصر العمر في درسه الذي نشر على موقع يوتيوب بمحاكمته بتهمة «التعدي على الله ورسوله» وشوهد المقطع خلال ثلاثة أيام من نشره أكثر من 650 ألف مرة، كما نشر مقطع على يوتيوب يحتوي عنوان منزله.
في 6 فبراير 2012 نشر حمزة رسالة اعتذار أعلن فيها «التوبة» وذكر أحد أقربائه أن الداعية الإسلامي علي العمري ناقشه فتراجع، وكتب الشيخ سلمان العودة معلقا على اعتذاره أنه «أثلج صدري» لكنه أكد أن «ما يخص أي إجراءات إدارية أو غيرها فهو أمر لا يتعلق بنا» وأعلن وزير الإعلام السعودي عبدالعزيز خوجة أنه أمر بمنع حمزة من الكتابة في أي صحيفة أو مجلة سعودية، وحذف حمزة حسابه على تويتر. وفي 7 فبراير أعلنت مؤسسة البلاد للصحافة والنشر عدم علاقتها به وأنها أوقفت التعامل معه منذ أسابيع. في 8 فبراير أصدرت اللجنة الدائمة للبحوث العلمية والإفتاء برئاسة الشيخ عبد العزيز بن عبد الله آل الشيخ مفتي عام السعودية بيانا طالبت فيه بمحاكمة حمزة.
طالبت منظمة العفو الدولية وهيومن رايتس ووتش ومؤسسة الجبهة الإلكترونية وبيت الحرية ومنظمة الخط الأمامي السلطات الماليزية بإطلاق سراحه وعدم إجباره على العودة إلى السعودية. كما انتقد رئيس منظمة المحاكمات العادلة الدولية أي تدخل محتمل للإنتربول قائلا أنه لو ثبت فسيعتبر «إساءة لاستغلال هذا الجهاز العالمي الذي ينبغي له أن يحترم أبسط حقوق الإنسان (ومن بينها حرية التعبير السلمي) وألا يتدخل في أي قضايا دينية أو سياسية». كما ندد الاتحاد الأوروبي بقرار ترحيل حمزة وأعلن عن عزمه اتخاذ «كل التدابير المناسبة» لصالحه.

### المغادرة والاعتقال والترحيل
ذكر كاشغري أنه يرغب في تقديم طلب اللجوء السياسي في نيوزلندا وفي 7 فبراير نشر موقع قناة العربية أن حمزة كاشغري غادر السعودية بعد صدور أمر بالقبض عليه، في 9 فبراير اعتقل حمزة لدى وصوله إلى مطار كوالالمبور الدولي في ماليزيا.
في 10 فبراير ذكر محامي حمزة محمد عفيق محمد نور أن الشرطة ووزارة الداخلية الماليزيتين تلقوا طلبه لمقابلة موكله لكنه لم يتلقَ ردًا. حصل محامو حمزة على أمر من المحكمة العليا الساعة 1:30 بعد ظهر 12 فبراير حسب التوقيت المحلي أن على «الشرطة ووزارة الداخلية وسلطات الهجرة في سوبانج ومطار كوالالمبور الدولي وقف ترحيل كاشغري»، لكن المحامين أبلغوا أن حمزة رحّل الساعة 10:00 صباحًا حسب التوقيت المحلي. أكد بعدها المتحدث باسم الشرطة راملي يوسف أن كاشغري رُحّل إلى السعودية. بعد وصول حمزة للسعودية سُجِن في سجن الحائر بمدينة الرياض.

### الدعوى القضائية
طلب المدعي العام في جدة الإذن لرفع دعوى ضد حمزة ومن وافقه في الرأي على موقع تويتر، في المقابل طالب عبد الرحمن اللاحم محامي حمزة كاشغري بمثوله أمام وزارة الإعلام بحكم اختصاصها بهذا النوع من القضايا.
في 5 مارس 2012 صدّقت المحكمة الجزائية المتخصصة بالرياض على توبة حمزة دون أن تأمر بالإفراج عنه، وأفرجت السلطات السعودية عنه فجر يوم الثلاثاء الموافق 30 أكتوبر 2013.

## أعماله
- في 22 أكتوبر 2018، نشرت دار ميلاد للنشر والتوزيع الديوان الشعري الأول (الخلاص) لحمزة كاشغري، والذي احتوى على مجموعة من قصائده.[42]
- صدرت له رواية (الشاعر والقرصان) عام 2021 عن دار ميلاد للنشر والتوزيع.[43]

## وصلات خارجية
- موقع الحٌريّة لحمزة كاشغري ينظم حملة للمطالبة بإطلاق سراحه.